# Hypoponera nippona
Hypoponera nippona är en myrart som först beskrevs av Santschi 1937.  Hypoponera nippona ingår i släktet Hypoponera och familjen myror. Inga underarter finns listade i Catalogue of Life.